# باسكوالي جوزيف فيديريكو
باسكوالي جوزيف فيديريكو (بالإنجليزية: Pasquale Joseph Federico)‏ هو رياضياتي أمريكي، ولد في 25 مارس 1902، وتوفي في 2 يناير 1982.